# Confessioni di un peccatore impeccabile
Confessioni di un peccatore impeccabile è un romanzo di James Hogg pubblicato nel 1824, scritto in una miscela di scozzese e inglese, con lo scozzese usato soprattutto nei dialoghi.
Il romanzo è stato citato come una delle fonti di ispirazione de Lo strano caso del dottor Jekyll e del signor Hyde di Robert Louis Stevenson, che esamina tema del doppio tra bene e male.

## Analisi
Il romanzo, difficilmente classificabile, è stato considerato un romanzo gotico, un caso di studio psicologico di un narratore inaffidabile, e un esame del pensiero totalitario. Esso è stato oggetto di crescente attenzione critica negli ultimi anni, ed è stato elogiato per la sua analisi sulla natura del fanatismo religioso e della predestinazione calvinista.
Superficialmente il romanzo è un semplice racconto di un giovane uomo che incontra una sorta di diavolo, una prima manifestazione di un Doppelgänger, e le varie disavventure che seguono. La figura diabolica, nota sola al lettore e a Robert Wringhim (talvolta 'Wringham') come "Gil-Martin," appare a Robert dopo che a questi è stato detto che egli è uno degli Eletti, un gruppo di persone predestinato per la salvezza. Sulla base di questa ipotesi, che gli eviterebbe la dannazione eterna, Wringhim è costretto da Gil-Martin a compiere omicidi e altri reati.

## Stile letterario
L'utilizzo nel romanzo di narrazioni in conflitto, nonché la messa in discussione di una sola verità su eventi storici o di una singola visione razionale del mondo ha portato alcuni critici a vedere il romanzo come un'anticipazione delle idee associate al postmodernismo. Il primo racconto di Robert Wringhim, che comprende la sezione centrale del romanzo, è preteso essere un manoscritto trovato nella tomba di un suicida. Questo racconto è preceduto da una descrizione fattuale del folclore e della tradizione locale a nome dell'editore dello scritto. La sezione finale del romanzo descrive l'esumazione della salma del suicida e la scoperta del manoscritto. I diversi racconti offrono spiegazioni contraddittorie degli eventi del romanzo, che ruotano principalmente intorno all'assassinio di George Colwan, fratellastro di Robert. Progressivamente, ogni narrazione rivela ulteriori informazioni sulla storia del delitto e le circostanze che lo circondano.

## Edizioni
- James Hogg, Confessioni di un peccatore impeccabile, Frassinelli, 2006, ISBN 88-7684-918-1.